# هالزي
آشلي نيكوليت فرانجيبايني (IPA: /ˌfrændʒɪˈpɑːni/ FRAN-jih-PAH-nee; ولدت في 29 سبتمبر 1994)، تعرف مهنياً باسم هالزي (/ˈhɔːlzi/ HAWL-zee) (بالإنجليزية: Halsey) ولدت في واشنطن، نيو جيرسي، الولايات المتحدة. تعمل كمغنية وكاتبة غنائية وموسيقية أمريكية، وبدأت مسيرتها الفنية عام 2012. سجلت أول عقد مع شركة "Astralwerks" التي أسسها بريان لونغ في عام 1993. أصدرت أول ألبوم باسم "Room 93" في عام 2014. ومن أعمالها (بالإنجليزية: Bad at love) في 30 أغسطس 2017 و(بالإنجليزية: Him & I) في أواخر نفس العام. دخلت عام 2018 بأغنية (بالإنجليزية: Sorry). حصدت هالزي عدة جوائز ورشحت لعدد من الجوائز منذ عام 2015 وحتى الآن. حصلت على ثلاث جوائز بيلبورد الموسيقية وجائزة النساء في الموسيقى من مجلة بيلبورد، وجائزة الموسيقى الأمريكية، ورشحت لثلاث جوائز جائزة غرامي. اختيرت ضمن القائمة السنوية لمجلة تايم لأكثر 100 شخص تأثيرًا في العالم في عام 2020.
نشأت المغنية هالزي في ولاية نيوجيرسي. بدأت مسيرتها بنشر أعمالها على منصات التواصل الاجتماعي، مما جذب انتباه شركة Astralwerks التي تعاقدت معها عام 2014. أصدرت في أكتوبر من ذلك العام أسطوانتها المطولة الأولى بعنوان Room 93. في عام 2015، أطلقت ألبومها الاستوديو الأول Badlands، الذي حظي بإشادة النقاد وحقق نجاحاً كبيراً، إذ دخل إلى المركز الثاني في قائمة بيلبورد 200، وحصل على شهادة البلاتين المزدوجة من رابطة صناعة التسجيلات الأمريكية. تضمن الألبوم أغنيات معروفة مثل "Colors" و"Gasoline" و"New Americana"، والتي كانت أول أغنية لها تدخل قائمة بيلبورد هوت 100، حيث احتلت المرتبة 60.
في عام 2016، شاركت هالزي مع ذا شينسموكرز في أداء الأغنية المنفردة "Closer"، وحققت الأغنية المركز الأول في الولايات المتحدة وعشرة بلدان أخرى، وحصلت على شهادة البلاتين 14× من رابطة صناعة التسجيلات الأمريكية. أصدرت ألبومها الاستوديو الثاني، Hopeless Fountain Kingdom (2017)، الذي تميز بصوت أكثر ملاءمة للراديو وتصدر قائمة Billboard 200. دخلت أغاني الألبوم المنفردة "Now or Never" و"Bad at Love" ضمن أفضل 20 في قائمة Billboard Hot 100، وحققت الأخيرة المراكز الخمسة الأولى. أصدرت في عام 2018 أغنيتها المنفردة "Eastside" مع بيني بلانكو وخالد، وواصلت تحقيق النجاح بدخولها المراكز العشرة الأولى. انتقلت في وقت لاحق من ذلك العام إلى كابيتول ريكوردز.
حقق ألبوم هالزي الثالث، Manic (2020)، نجاحًا عالميًا ليصبح الأعلى مبيعًا. تصدرت أغنيتها "دوني" قائمة بيلبورد هوت 100، وحازت على شهادة الماس من RIAA، محققةً أكبر نجاح تجاري للفنانة. في 2021، أصدرت ألبومها الرابع If I Can't Have Love، I Want Power، واعتمدت فيه على صوت صناعي مظلم، محققًا استقبالًا إيجابيًا. انفصلت عن شركة كابيتول في 2023، بعد خلاف بشأن أغنيتها "So Good". انضمت لاحقًا إلى كولومبيا للتسجيلات، وأصدرت ألبومها الخامس The Great Impersonator في 2024. حتى عام 2020، سجلت مبيعات تجاوزت مليون وحدة وأكثر من ستة مليارات استماع في الولايات المتحدة. بجانب الموسيقى، شاركت في التوعية بـمنع الانتحار، والدفاع عن ضحايا اعتداء جنسي، ودعمت احتجاجات العدالة العرقية.

## الجوائز والترشيحات
| السنة | الجوائز                  | الفئة                          | المستلم                        | نتيجة |
| 2015  | MTV Europe Music Awards  | Artist on the Rise             | نفسها                          | رشحت  |
| 2016  | People's Choice Awards   | Favorite Breakout Artist       | نفسها                          | رشحت  |
| 2016  | NME Awards               | Best New Artist                | نفسها                          | رشحت  |
| 2016  | Billboard Women in Music | Rising Star                    | نفسها                          | فازت  |
| 2017  | Grammy Awards            | Best Pop Duo/Group Performance | (Closer" (مع The Chainsmokers" | رشحت  |
| 2017  | Grammy Awards            | Album of the Year              | (Purpose (كفنان مشارك          | رشحت  |
| 2017  | iHeartRadio Music Awards | Song of the Year               | (Closer" (مع The Chainsmokers" | رشحت  |
| 2017  | iHeartRadio Music Awards | Dance Song of the Year         | (Closer" (مع The Chainsmokers" | فازت  |
| 2017  | iHeartRadio Music Awards | Best Lyrics                    | (Closer" (مع The Chainsmokers" | رشحت  |
| 2017  | iHeartRadio Music Awards | Best Collaboration             | (Closer" (مع The Chainsmokers" | رشحت  |
| 2017  | Billboard Music Awards   | Top Hot 100 Song               | (Closer" (مع The Chainsmokers" | فازت  |
| 2017  | Billboard Music Awards   | Top Selling Song               | (Closer" (مع The Chainsmokers" | رشحت  |
| 2017  | Billboard Music Awards   | Top Radio Song                 | (Closer" (مع The Chainsmokers" | رشحت  |
| 2017  | Billboard Music Awards   | Top Streaming Song (Audio)     | (Closer" (مع The Chainsmokers" | رشحت  |
| 2017  | Billboard Music Awards   | Top Streaming Song (Video)     | (Closer" (مع The Chainsmokers" | رشحت  |
| 2017  | Billboard Music Awards   | Top Collaboration              | (Closer" (مع The Chainsmokers" | فازت  |
| 2017  | Billboard Music Awards   | Top Dance/Electronic Song      | (Closer" (مع The Chainsmokers" | فازت  |
| 2017  | Teen Choice Awards       | Choice Pop Song                | (Closer" (مع The Chainsmokers" | رشحت  |
| 2017  | Teen Choice Awards       | Choice Breakout Artist         | نفسها                          | رشحت  |
| 2017  | Teen Choice Awards       | Choice Summer Female Artist    | نفسها                          | رشحت  |
| 2017  | MTV Italian Music Awards | Best Video                     | (Closer" (مع The Chainsmokers" | فازت  |
| 2017  | Myx Music Awards         | Best International Video       | (Closer" (مع The Chainsmokers" | فازت  |
| 2017  | American Music Awards    | Favorite Pop/Rock Song         | (Closer" (مع The Chainsmokers" | رشحت  |
| 2017  | American Music Awards    | Collaboration of the Year      | (Closer" (مع The Chainsmokers" | رشحت  |
| ----- | ------------------------ | ------------------------------ | ------------------------------ | ----- |

## النشأة
وُلدت هالزي في ولاية نيو جيرسي. لديها أخوان أصغر سناً، دانتي وسافيين، وهما ثنائي العرق؛ إذ إن والدها أمريكي من أصل أفريقي ووالدتها أمريكية من أصل إيطالي. بدأت مسيرتها الموسيقية بتعلم الكمان والفيولا والتشيلو، ثم انتقلت إلى العزف على الغيتار الصوتي في سن 14. تعلمت أغنيتها الأولى على الغيتار وكانت «خمسة عشر» لتايلور سويفت. في سن 16 أو 17، شُخصت باضطراب ثنائي القطب. في سن 18، واجهت صعوبات مالية وجعلت الموسيقى وسيلة لتسديد إيجار منزلها. قدمت عروضاً موسيقية في مدن مختلفة بأسماء فنية مغايرة. اختارت اسم "هالزي" بناءً على إعادة ترتيب حروف اسمها الحقيقي، وأيضًا لأنه يمثل شارعًا في بروكلين حيث قضت الكثير من الوقت في مراهقتها.
ولدت آشلي نيكوليت فرانجيبايني في إديسون، نيو جيرسي، في 29 سبتمبر 1994، لوالديها نيكول وكريس فرانجيباني، اللذين تركا الجامعة بعد حمل والدتها بها. تعمل والدتها كفني طوارئ طبية ويدير والدها وكالة لبيع السيارات. تحمل والدتها أصولاً إيطالية ومجرية، بينما يعد والدها أمريكياً من أصول أفريقية وأيرلندية. لديها شقيقان أصغر سناً، هما سيڤيان ودانتي. عزفت على الكمان، الكمان الأوسط، والتشيلو قبل أن تبدأ العزف على الجيتار في سن 14 عامًا. تأثرت موسيقياً بكل من ألانيس موريسيت، جاستن بيبر، وBrand New. تنقلت عائلتها كثيراً بسبب وظائف الوالدين المتعددة، التحقت خلالها بست مدارس خلال طفولتها. تربت في كنيسة الكاثوليك الرومانية.
تعرضت فرانجيباني للتنمر في المدرسة،  وحاولت الانتحار في سن السابعة عشرة مما أدى إلى دخولها المستشفى لمدة تقارب ثلاثة أسابيع. شُخصت بعدها باضطراب ثنائي القطب، وهو نفس تشخيص والدتها. بدأت في تعاطي المخدرات لاحقًا، وأوضحت أن اضطرابها جعلها طفلاً غير تقليدي. في السابعة عشرة، ارتبطت برجل يبلغ من العمر 24 عامًا ويعيش بالقرب من محطة شارع هالزي في بروكلين، وهو الاسم الذي استمدت منه اسم فني. قالت، "هناك بدأت كتابة الموسيقى لأول مرة وأحسست أنني جزء من شيء أكبر من بلدتي في نيوجيرسي. هالزي تمثل كل الأجزاء المبالغ فيها مني، فهي مثل الأنا الأخرى." تخرجت عام 2012 من مدرسة وارن هيلز الإقليمية الثانوية في واشنطن (نيوجيرسي).
بعد التخرج، التحقت فرانجيباني بكلية رود أيلاند للتصميم، لكنها انسحبت بسبب الصعوبات المالية والتحقت بكلية مجتمع. عندما تركت كلية المجتمع، طردها والداها من المنزل، لعدم توافقهم مع الكثير من الأمور عنها. عاشت بعد ذلك في قبو بمانهاتن السفلى مع مجموعة من المدمنين الذين عرفتهم عبر صديقها آنذاك. كانت تعيش أحيانًا في ملاجئ المشردين بنيويورك، وفكرت في ممارسة البغاء لكسب المال. وصفت هذه الفترة بقولها: "أتذكر أنني كان لدي 9 دولارات فقط، واشتريت عبوة من أربعة ريد بل لأبقى مستيقظة طوال الليل لتجنب الخطر". كانت أحيانًا تبقى مع جدتها من جهة الأم خلال تلك الفترة.

## المسيرة المهنية

### 2012–2014: بدايات المسيرة وغرفة 93
بدأت فرينجيبان كتابة الموسيقى في السابعة عشرة من عمرها. في عام 2012، نشرت مقاطع فيديو على مواقع التواصل الاجتماعي مثل يوتيوب وKik وتمبلر، تحت اسم se7enteenblack.  اشتهرت بمحاكاتها الساخرة لأغنية تايلور سويفت "عرفت أنك مشاغب"، التي استوحتها من علاقة سويفت بـهاري ستايلز. كتبت أغنية متابعة عن تلك العلاقة، ونُشرت في أوائل عام 2013.  في أوائل عام 2014، التقت بشخص مهتم بالموسيقى خلال حفلة عرض عليها التعاون في أغنية بعدما أعجب بصوتها. قدّم التعاون أغنية "Ghost" عن صديقها السابق، ونشرتها على ساوند كلاود. اكتسبت الأغنية شهرة عبر الإنترنت خلال ساعات. تواصلت معها عدة شركات تسجيل، واحتلت الأغنية مراكز على المخططات وبدأت تُذاع على الراديو. وقعت عقداً مع شركة Astralwerks التي منحتها حرية إبداعية أكثر.
قامت فرانجيبان بالعديد من العروض الصوتية في مدن مختلفة تحت عدة أسماء فنية. اختارت هالزي كاسمها الفني الدائم لأنه عكس لفظي لاسمها الأول وللإشارة إلى محطة شارع هالزي في مترو نيويورك في بروكلين، حيث قضت الكثير من الوقت عندما كانت مراهقة. ذكرت أن هالزي كان الاسم الأكثر شعبية الذي استخدمته. بعد سنوات من كتابة الشعر، بدأت هالزي بكتابة أغانٍ أكثر جدية كمحاولة للترويج لنفسها. أصبحت الموسيقى نهجها "الاعترافي" وشكلاً من العلاج بعد الحياة الصعبة التي عاشتها. بدأت هالزي جولتها مع ذا كوكس في أغسطس 2014 وأدت العديد من الأغاني الأصلية. وأصدرت أول ألبوم ممتد لها، Room 93، في 27 أكتوبر 2014. وصعد الألبوم إلى المراكز الدنيا في قائمة Billboard 200 واحتل المركز الثالث في قائمة Top Heatseekers.

### 2015–2016:Badlands

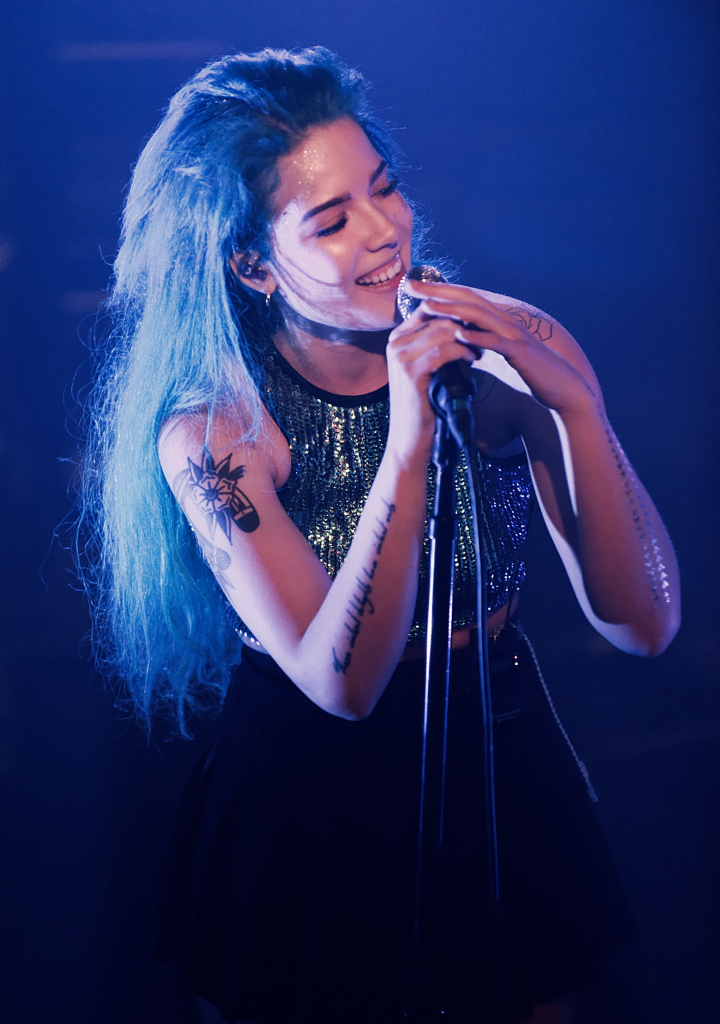
هالزي تؤدي في ذا تروبادور في لوس أنجلوس خلال جولة باد لاندز، مارس 2015

بدأت هالزي العمل على ألبومها الاستوديو الأول. أدت أغاني منه في ساوث باي ساوث ويست في 2015، وحققت حينها أعلى نسبة تغريدات.  انطلقت في جولة مشتركة مع Young Rising Sons في مارس، وافتتحت في يونيو حفلات فرقة إماجن دراجونس خلال الجزء الأمريكي الشمالي من جولة سموك + ميرورز (2015).
صدر ألبوم الستوديو الأول لـ Halsey، Badlands، في 28 أغسطس 2015. أوضحت هالزي أن Badlands يمثل مجتمعًا مستقبليًا بائسًا، يُعرف بـ "The Badlands"، ويعكس حالتها العقلية حينذاك، حيث تحمل كل أغنية معنى مختلفًا لها. كتبت الأغاني عندما كانت تبلغ 19 عامًا، وشارك في الإنتاج عدد من المنتجين، منهم صديقها السابق المنتج النرويجي Lido. اعتبرت هالزي الألبوم خاليًا من "أغانٍ إذاعية مناسبة". تلقى الألبوم مراجعات إيجابية من النقاد، ووصفه Joe Levy من Rolling Stone بأنه "نجمة بوب جديدة". احتل Badlands المرتبة الثانية على قائمة ألبومات Billboard 200 في الولايات المتحدة، حيث بيع منه 115،000 نسخة في الأسبوع الأول، منها 97،000 مبيعات صافية. نال الألبوم نجاحًا في دول أخرى مثل أستراليا وكندا ونيوزيلندا، حيث ظهر في المراكز الثلاثة الأولى. لُوِّج للألبوم عبر جولة Halsey's Badlands Tour (2015–16)، ومشاركتها كفنانة افتتاحية لجولة ذا ويكند The Madness Fall Tour (2015).
Badlands نال شهادة البلاتين مرتين من رابطة صناعة التسجيلات الأمريكية (RIAA) نتيجة مبيعات بلغت 2،000،000 وحدة في الولايات المتحدة. أُصدر من الألبوم أربع أغاني فردية: "Ghost"، "New Americana"، "Colors"، و"Castle"، وحصل جميعها على شهادة البلاتين في الولايات المتحدة. وحققت الأغاني الفردية الثلاثة الأخيرة نجاحاً تجارياً محدوداً؛ إذ وصلت "New Americana" إلى المرتبة 60 على قائمة Billboard Hot 100 الأمريكية. وأعيد تسجيل "Castle" لموسيقى فيلم الصياد: حرب الشتاء لعام 2016. بينما لم تُصدر "Gasoline" كأغنية فردية واُدرجت فقط في النسخة الفاخرة من Badlands، إلا أنها أصبحت إحدى أكثر الأغاني شعبية في الألبوم ونالت شهادة البلاتين في الولايات المتحدة.
أصدرت هالزي الأغنية "The Feeling" مع جاستن بيبر ضمن ألبومه الرابع Purpose (2015). لم تُصدر الأغنية كـ أغنية منفردة، ورغم ذلك دخلت قائمة أفضل أربعين في Billboard Hot 100 وتحصّلت على تصنيفات ذهبية في الولايات المتحدة وفضية في المملكة المتحدة. في فبراير 2016، تعاونت هالزي مع مستحضرات MAC لأحمر شفاه ضمن منتجهم Future Forward. وصرّح جيمس غاجر، نائب رئيس ومدير المجموعة الإبداعي بالشركة، قائلاً: "يسعدنا دعم الفنانين البارزين لدفعهم إلى الأمام." في مايو 2016، طرحت هالزي أغنية "Tokyo Narita (Freestyle)" من إنتاج ليدو، كمسار ترويجي لها وله. في يوليو 2016، شاركت مع 26 فناناً في أغنية خيرية "Hands"، تكريماً لضحايا حادث إطلاق النار في ملهى Pulse الليلي.

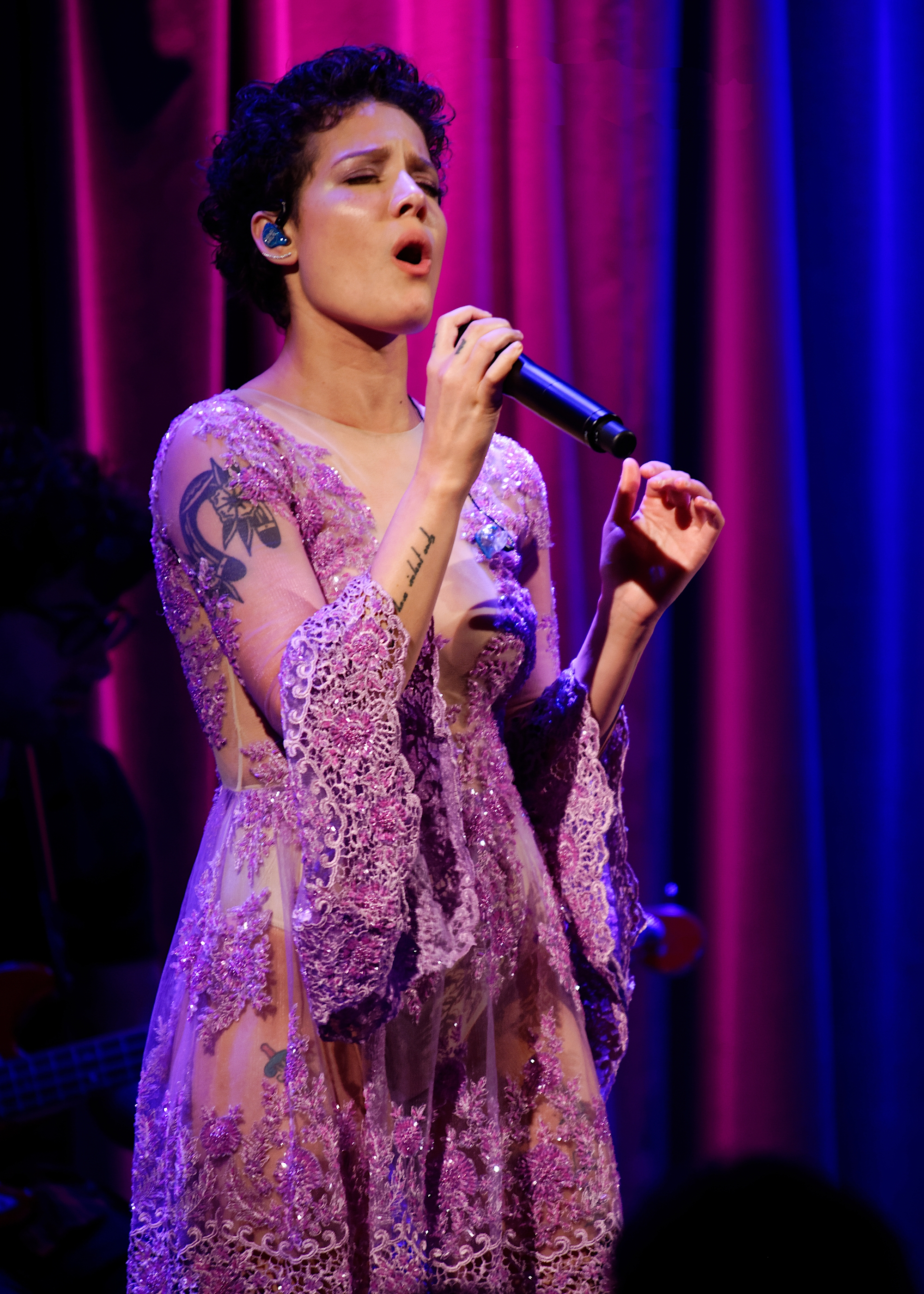
هالزي أثناء الأداء في متحف جرامي في مايو 2016

 في 29 يوليو 2016، أدت هالزي دور المغنية في أغنية ذا شينسموكرز "Closer" التي ساهمت في تأليفها. حققت الأغنية نجاحًا كبيرًا؛ فتصدرت قائمة بيلبورد هوت 100 لـ12 أسبوعًا متتاليًا واحتلت الصدارة في 12 دولة أخرى، كما باعت أكثر من 15 مليون نسخة عالميًا وأصبحت من أكثر الأغاني بثًا على سبوتيفاي. أصدر الفيديو الغنائي الرسمي للأغنية على يوتيوب في اليوم نفسه وحقق أكثر من ملياري مشاهدة. أشادت مجلة بيلبورد بمقطع هالزي في الأغنية، وحصلت الأغنية على ترشيح لجائزة جرامي لأفضل أداء لمجموعة/ثنائي بوب.

### 2017–2018:Hopeless Fountain Kingdom
أعلنت هالزي عن بدء العمل على ألبومها الثاني قبل إصدار أراضي قاحلة. استمر تسجيل الألبوم خلال عامي 2016 و2017. في يناير 2017، أصدرت أغنية "لم أعد خائفة بعد الآن" والتي ظهرت في موسيقى فيلم خمسون ظلا أكثر إظلاما (2017). في 4 أبريل، أصدرت "الآن أو لا" كأغنية رئيسية من ألبومها الثاني. دخلت الأغنية لأول مرة في المرتبة 52 على قائمة بيلبورد هوت 100 وصعدت إلى المرتبة 17، وحصلت على شهادة 2× بلاتينيوم من RIAA. كما وصلت الأغنية إلى المراكز العشرين الأولى في أستراليا وماليزيا، وبيعت 500،000 وحدة خارج الولايات المتحدة. قُدِّمت أغنيتان ترويجيَّتان قبل إصدار الألبوم: "العيون المغلقة" و"غرباء".
صدر الألبوم Hopeless Fountain Kingdom في 2 يونيو. تضمن أغاني ملائمة للراديو بشكل أكبر مقارنة بأعمالها السابقة، حيث أرادت إثبات قدرتها على إنشاء موسيقى جاهزة للراديو. يحمل الألبوم طابعاً مفهومياً ويستند إلى قصة مستوحاة من روميو وجولييت، مستلهمًا من انفصالها عن ليدو. يركز الألبوم أيضًا على ازدواجية ميول هالزي الجنسية والشخصيات ذات الميول المزدوجة. تصدر Hopeless Fountain Kingdom قائمة بيلبورد 200 وقائمة الألبومات الكندية. بلغت مبيعات الأسبوع الأول في الولايات المتحدة 106،000 وحدة، ومن بينها 76،000 مبيعات ألبومات صافية. حصل الألبوم على شهادة البلاتين من RIAA. أصبحت هالزي أول امرأة تحقق ألبوماً يحتل المرتبة الأولى في الولايات المتحدة في عام 2017. بدأت هالزي جولة عالمية للترويج للألبوم في 29 سبتمبر 2017، في عيد ميلادها الثالث والعشرين. كما أدت مجموعات دي جي مفاجئة في Emo Nite في لوس أنجلوس في 2017.
أصدرت هالزي الأغنية الثانية من Hopeless Fountain Kingdom بعنوان "Bad at Love" في 22 أغسطس، وحققت المرتبة الخامسة في الولايات المتحدة، مما جعلها أعلى مرتبة للفنانة في ذلك الوقت. حصلت الأغنية على شهادة 4× بلاتين من RIAA، وباعت أكثر من 300،000 نسخة خارج الولايات المتحدة. في ديسمبر، أصدرت هالزي تعاوناً مع صديقها آنذاك جي إيزي في أغنية "Him & I"، التي بلغت المرتبة 14 على قائمة بيلبورد هوت 100 وحصلت على شهادة 2× بلاتين من RIAA في الولايات المتحدة. وصلت الأغنية إلى المراكز العشرة الأولى على مخططات 13 دولة أخرى. تعاونت هالزي أيضاً مع فرقة 30 سكوندز تو مارس في أغنية "Love Is Madness" من ألبومهم لعام 2018 America.
في 13 يناير 2018، قدمت هالزي فقرات موسيقية في برنامج ساترداي نايت لايف بأداء "Bad at Love" و"Him & I" مع جي إيزي. أطلقت في 15 مارس أغنية "Alone"، بمشاركة بيغ شون وستيفلون دون، كالأغنية الثالثة والأخيرة من Hopeless Fountain Kingdom، وترافقها فيديو موسيقي في أبريل. حازت "Alone" على شهادة البلاتين من RIAA وتصدرت قائمة Billboard Dance Club، وحلت في المركز 66 على قائمة Billboard هوت 100. شاركت هالزي مع خالد في أغنية "Eastside" للمغني بيني بلانكو، والتي صدرت في 12 يوليو مع فيديو موسيقي يعكس جوانب من حياة هالزي. وصلت الأغنية للمركز التاسع في قائمة Billboard هوت 100 وتصدرت قوائم خمس دول أخرى. حصلت على شهادة البلاتين الثنائي في الولايات المتحدة، وبيع منها أكثر من مليون نسخة عالميًا. إضافة لذلك، شاركت هالزي في فيلمين عام 2018: أدت صوت المرأة المعجزة في انطلاق أبطال التايتنز إلى الأفلام (فيلم)، وظهرت في A Star Is Born تحت إدارة برادلي كوبر. عملت مستشارة في النسخة الأمريكية من ذا فويس في موسمه الخامس عشر.

### 2018–2020:هوس
بعد إصدار Hopeless Fountain Kingdom، رُقِّيت هالزي إلى كابيتول ريكوردز، الشركة الأم لـ Astralwerks. أصدرت أول أغنية منفردة لها مع العلامة، "بدوني"، في 4 أكتوبر 2018. أشارت إلى أن الأغنية كانت شخصية جدًا بالنسبة لها. وفي 29 أكتوبر، أُصدر الفيديو الموسيقي الرسمي لأغنية "بدوني"، حيث ظهر شبيه بـ"G-Eazy" بعد انفصالهما الثاني. حققت الأغنية نجاحًا كبيرًا، حيث تصدرت Billboard Hot 100 كأول أغنية منفردة لها تصل إلى المرتبة الأولى، واحتفظت بمكانها في الخمسة الأوائل لمدة 22 أسبوعًا. كما بلغت المراكز الثلاثة الأولى في المملكة المتحدة، ماليزيا، أستراليا، كندا، نيوزيلندا، وأيرلندا. حصلت الأغنية على اعتماد 9× بلاتينية في الولايات المتحدة، 2× بلاتينية في المملكة المتحدة، 8× بلاتينية في أستراليا، و9× بلاتينية في كندا. بفضل وصول أغنية "بدوني" إلى المرتبة الأولى على Billboard Hot 100، أصبحت هالزي ثامن امرأة تحقق المرتبة الأولى عدة مرات خلال العقد الثاني من الألفية الثالثة.
أصدرت المغنية عدة أعمال وتعاونت مع فنانين خلال أوائل عام 2019. أطلقت ريمكس لأغنية "بدوني" بمشاركة مغني الراب الأمريكي جوس ورلد في 9 يناير. أصدرت كذلك أغنية "11 دقيقة" بالتعاون مع يونغبلود وترافيس باركر في 14 فبراير، مع فيديو موسيقي صدر في 22 فبراير. في 12 أبريل، تعاونت مع فرقة BTS الكورية في أغنية "بوي ويث لوف"، حيث حقق الفيديو الموسيقي للأغنية 74.6 مليون مشاهدة خلال 24 ساعة، ليصبح الأكثر مشاهدة في يوتيوب. في 19 أبريل، ظهرت إلى جانب 29 فناناً آخر في أغنية ليل ديكي "الأرض"، وهي أغنية خيرية توعوية عن تغير المناخ.
في 9 فبراير، قدمت هالزي عرضًا في Saturday Night Live كمقدمة وضيفة موسيقية. نال أداؤها الإشادة وارتفعت تقييمات العرض باستقطاب جمهور أصغر سنًا. في مارس، أعلنت إصدار ألبومها الثالث "Manic" في عام 2019، والذي صدر في 17 يناير 2020. في 17 مايو 2019، أطلقت هالزي أغنية "Nightmare" التي وصلت للمركز 15 على قائمة هوت 100 الأمريكية. أصدرت لاحقًا أغنية "Graveyard" في 13 سبتمبر 2019. وأعلنت في 23 سبتمبر 2019 عن جولة Manic العالمية لدعم الألبوم، حيث انطلقت المرحلة الأولى في أوروبا بين فبراير ومارس 2020. كما أصدرت أغنية "Clementine" في عيد ميلادها في 29 سبتمبر 2019. وعادت للظهور في Saturday Night Live في 25 يناير 2020 لتؤدي أغنيتي "You Should Be Sad" و"Finally // Beautiful Stranger" من ألبومها Manic، وشاركت في بعض المشاهد الكوميدية.
ظهرت هالزي في ديسمبر 2019 في EP لفرقة برينغ مي ذا هورايزن بعنوان Music to Listen To.... لاحقًا، ألمح أولي سايكس، مغني الفرقة، إلى تعاونات مستقبلية. كُشف عن أحد هذه التعاونات بعد شهر من ذلك، وكانت أغنية "Experiment on Me"، التي أنتجها أولي سايكس وجوردان فيش، ضمن الموسيقى التصويرية لفيلم الطيور الجارحة (فيلم) الذي صدر في 7 فبراير 2020. أصدرت هالزي أيضًا تعاونًا مع مارشميلو (دي جي) بعنوان "Be Kind" في 1 مايو، وتم عرض الفيديو الموسيقي لأول مرة في 27 يونيو. في 25 يونيو 2020، أعلنت هالزي عن أول كتاب شعر لها بعنوان I Would Leave Me If I Could، المتاح للطلب المسبق. في نفس العام، أصدرت ألبومها الحي الأول، Badlands (Live from Webster Hall)، في 28 أغسطس.

### 2021–2023:إذا لم أستطع الحصول على الحب، أريد القوة
في 27 أغسطس 2021، أصدرت هالزي ألبومها الرابع في الاستوديو، If I Can't Have Love، I Want Power، مع قليل من الترويج المسبق. أنتج الألبوم أعضاء ناين إنش نايلز ترينت ريزنور وأتيكوس روس، ونال إشادة نقدية. قبل الإصدار، عُرض فيلم مصاحب يحمل نفس الاسم في بعض صالات آيماكس، وتم إصداره لاحقًا على إتش بي أو ماكس في 7 أكتوبر. دعم الألبوم بأغنية منفردة بعنوان "I Am Not a Woman، I'm a God". وصل If I Can't Have Love، I Want Power إلى المركز الثاني على قائمة Billboard 200 وحصل على شهادة الذهب من RIAA في فبراير 2023، لكن مدة بقائه على القوائم كانت أقصر من ألبوماتها السابقة لعدم وجود أغنية ناجحة.
في يناير 2022، كتبت وأنتجت هالزي أغنية بعنوان "جيد جداً". حُجبت الأغنية بسبب طلب كابيتول لاختبار "انتشارها الفيروسي". انتقدت هالزي كابيتول ريكوردز في 22 مايو 2022، عبر فيديو على تيك توك لعدم السماح لها بإصدار الأغنية بدون "حملة مصاحبة أو فيديو على تيك توك". قبل ذلك بخمسة أيام، نشرت جزءاً من الأغنية على تيك توك دون موافقة كابيتول. تلاحقت التساؤلات حول إمكانية اتخاذ كابيتول إجراءات قانونية. أكدت محامية الصناعة الموسيقية إيرين م. جاكوبسون في تايم أنه من غير المعتاد مقاضاة شركة تسجيل لأحد فنانيها، خاصة مع استمرار التعاون بينهما. أشارت إلى إمكانية اعتبار استخدام جزء قصير من الأغنية كترويج. وافقت كابيتول في 31 مايو 2022 على إصدار الأغنية، وحددت 9 يونيو 2022 موعداً لذلك، وسط انتقادات من الفنانين. رغم شكوك البعض بأن الجدل كان حيلة تسويقية، أكدت هالزي عكس ذلك. علقت وسائل الإعلام على الضغوط المتزايدة من شركات التسجيل لانتشار الأغاني فيروسيًا على تيك توك.
في 24 فبراير 2023، أطلقت هالزي أغنية "Die 4 Me"، وهي نسخة محدثة من مقطعها في أغنية بوست مالون "Die For Me". في 15 أبريل 2023، أعلنت فايريتي انفصال هالزي عن كابيتول ريكوردز. وفي 14 يونيو 2023، وقعت هالزي عقدًا مع كولومبيا للتسجيلات. قدمت هالزي عرضين في 21 و22 يونيو 2023 مع فرقة وترية في نيوآرك (نيو جيرسي). غنّت لأول مرة "Ya'aburnee" و"Bells in Santa Fe" من ألبومها If I Can't Have Love، I Want Power. بالتعاون مع Hard Rock Live، نظمت ثلاثة عروض أوركسترالية أخرى في 24 يونيو في هوليوود (فلوريدا)؛ 30 يونيو في غاري (إنديانا)؛ و2 يوليو في ويتلاند (كاليفورنيا).

### 2024-حتى الآن:المُنتَحِل العظيم
في 4 يونيو 2024، أصدرت هالزي أغنية "النهاية"، التي تروّج لألبومها الخامس المُنتَحِل العظيم، والذي يناقش معاركها الصحية. وفي 26 يوليو 2024، أطلقت "محظوظة" كأول أغنية رسمية للألبوم، تشمل مقتطفات من أغنية بريتني سبيرز "محظوظة" من عام 2000. وقدمت هالزي شخصية تاببي مارتن في فيلم ماكسين، وهو الجزء الثالث من ثلاثية إكس. وطرحت الأغنية الثالثة، "الوحدة هي الملهمة"، في 15 أغسطس، وركزت فيها على محاولاتها لتجنب استغلال الغير لها. وأصدرت الأغنية الرابعة "الأنا" في 6 سبتمبر، مرفقة بفيديو كليب أخرجته وكتبت نصه بنفسها، حيث يتصادم فيه شخصيتان تحاولان قتل بعضهما البعض. كما أدت الأغنية في جوائز إم تي في للفيديو الموسيقي لعام 2024، معتمدة النمط الجمالي لتسعينات القرن الماضي، حيث ظهرت مع فرقة "روك جراج" المثالية بالتعاون مع فيكتوريا دي أنجيليس على الباس، Jazzelle Zanaughtti على السينث ومايا ستِبانسكي على الطبول. أُصدر الألبوم في 25 أكتوبر 2024. ولإطلاق الألبوم، نظمت هالزي مطاردة للمعجبين تضمنت دلائل وكبسولات عبر مدن كبرى في العالم. وأعلنت في بداية أكتوبر أنها ستتقمص شخصيات مشاهير وتطلق مقتطفات من أغاني مستوحاة منهم عبر حسابها على إنستغرام.

## الفنية

### التأثيرات
استمعت والدة هالزي في طفولتها إلى ذا كيور، ألانيس موريسيت، ونيرفانا، بينما استمع والدها إلى نوتوريوس بي. آي. جي.، Slick Rick، Bone Thugs-n-Harmony، وتوباك شاكور. أكدت هالزي أن الأذواق الموسيقية لوالديها أثرت عليها بشكل كبير. تأثرت بنهج ماثيو هيلي الغنائي، وأوضحت أن "محتواه الغنائي يحتوي على الكثير من الحوار والأماكن. إنه وصفي للغاية ويخلق صورة صادقة وأصيلة."
أشادت ببانيك! آت ذا ديسكو ووصفتها بأنها "الفرقة التي غيرت حياتها". نسبت الفضل إلى ليدي غاغا لمنحها القوة لتكون على حقيقتها. بدأت ظهورها على الإنترنت كمعجبة بون دايركشن، معبرة عن حبها الشديد لهم في صغرها. ذكرت فرقة الإيمو من لونغ آيلند Brand New كتأثير وفرقة مفضلة لها، وغيرت سيرتها الذاتية على إنستغرام إلى "The Devil and God Are Raging Inside Me"، وهو اسم ألبوم لهم. أشارت هالزي إلى تايلور سويفت كمصدر إلهام رئيسي في كتابتها لموسيقاها. تشمل تأثيراتها الأخرى ميك جاغر، ديفيد بوي، بوب ديلن، جيمي هندريكس، كريستينا أغيليرا، مارلين مانسن، بيك (موسيقي)، كانييه ويست، إيمي واينهاوس، ذا ويكند، ألكس ترنر، Bright Eyes، وthe Wonder Years.
أشادت هالزي بدولوريس أوريوردان كأحد أهم المؤثرين الصوتيين في مسيرتها. قالت هالزي إن أوريوردان ألهمتها لاستخدام صوتها بشكل غير تقليدي ومليء بالعاطفة. أضافت أنها تعلمت الكثير عن امتلاك صوت غنائي غير تقليدي من خلال الاستماع إلى ذي كرانبيريز مع والدتها. ووصفت أوريوردان بأنها امرأة قوية وجريئة ومبتكرة في مشهد الروك، وكانت دائماً مصدر إلهام لها.
ذكرت هالزي أن "السينما تلهمني أكثر من أي شيء آخر." يشمل صناع الأفلام الذين أثروا عليها كوينتن تارانتينو، هارموني كوريني، ولاري كلارك (ممثل).

### أسلوب الموسيقى والموضوعات
تشتهر هالزي بأسلوب "إندي" المميز في الغناء، وتحصل أعمالها على آراء مثيرة للجدل. تعتمد هالزي في الغناء على لكنة مختلفة عن صوتها في الكلام. وتعد فنانة معروفة في أنواع الموسيقى بوب، إلكتروبوب، سينثبوب، بوب فني، بوب بديل، روك بديل، آر أند بي معاصر، إيندي بوب، وآر أند بي بديل. أشار جون كارامانيكا من نيويورك تايمز إلى أن هالزي برزت ضمن موجة من المتمردات في عالم البوب بعد تعديل لورد في أوائل عام 2010 لهياكل تشغيل النوع. كما ذكرت مجلة بيلبورد أن Badlands يمثل رؤية هالزي الكبيرة التي تدمج بين الظلام الإلكترو للورد وجرأة النيون بوب لـ مايلي سايرس وأسلوب النوار الفيلمي لـ لانا دل راي.
تركز موسيقى هالزي على تجاربها الشخصية ورواية قصصها. تكتب عن علاقاتها مع النساء في موسيقاها لترسيخ ازدواجيتها الجنسية.

### الفيديوهات والأداء المسرحي
يعتبر آدم لازارا، المغني الرئيسي لفرقة تينج باك سنداي، أكبر مؤثر في عروضها الحية. صرّحت قائلةً: "ألهمني مشاهدة [تينج باك سنداي] على المسرح ورؤية آدم يستخدم الميكروفون كجزء من العرض. قلت نعم، سوف أفعل ذلك."

## الصورة العامة

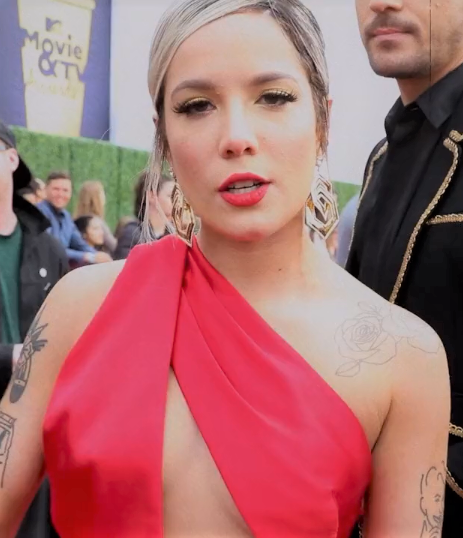
هالزي في حفل توزيع جوائز MTV للأفلام والتلفزيون لعام 2018 في باركر هانغر في لوس أنجلوس

تعرضت هالزي في مسيرتها المبكرة للانتقاد بعد ادعائها في إحدى المقابلات استحقاقها لقب "ثلاثية-bi"، نظراً لانتمائها لعدة أعراق، ومعاناتها من الاضطراب ثنائي القطب، وازدواجية التوجه الجنسي. في مقابلة عام 2016 مع رولينغ ستون، انتقدت هالزي اللقب واعتبرته وصفاً تافهاً. اشتهرت هالزي بشعرها الأزرق المميز في بدايات مسيرتها. كما أثارت الجدل عام 2016 بعد عدة تفاعلات مع المعجبين، من بينها تقبيلها لمعجبين قُصَّر.
في يونيو 2017، واجهت هالزي انتقادات لتعاونها مع كويفو، المعروف بتصريحاته المعادية للمثليين. أوضحت أنها لم تتحدث قط إلى كويفو، وذكرت أنها تتجنب إشراك "العديد من الناس" في أغانيها. كما انتقدت إيجي أزيليا لعدم مراعاة الثقافة السوداء بشكل كامل. وانتقدت أيضًا ديمي لوفاتو لتعاطيها مع موضوع ازدواجية الميول الجنسية كـ تابو في أغنية "Cool for the Summer".
وصفت هالزي نفسها بأنها "نموذج يحتذى به بين الاثنين" و"امرأة مزعجة"، مشيدة بموسيقاها وأسلوبها. في عام 2017، صرحت بأنها فخورة بتراثها كامرأة سوداء رغم مرورها كبيضاء. أدرجت في قائمة فوربس 30 تحت الـ30 وظهرت على غلاف مجلات مثل بيلبورد، Paper، وبلاي بوي. شاركت في إعلانات لـ جيب (سيارة)، بيتس إلكترونيكس، وModCloth. أُطلق عليها أحيانًا رمزًا نسويًا. وصُفت أيضًا بأنها "صوت جيلها". لاقت علاقتها مع جي إيزي انتباهًا إعلاميًا واسعًا بسبب شائعات تتعلق بتعاطي المخدرات والاعتقال والخيانة، بالإضافة إلى خلافات G-Eazy مع فنانين آخرين.
يُصنف كثير من موسيقى هالزي على أنها بوب، لكنها تعرّف نفسها منذ فترة طويلة كفنانة بديلة. تشعر أنها تستطيع التعاون في موسيقى البوب دون أن تُعتبر فنانة بوب، مثل كيندريك لامار. تذكر أنها تُصنف كبوب فقط لأنها امرأة. في عام 2019، وصفت نفسها بـ"النجم المضاد للبوب" وأكدت عدم اهتمامها بكيفية تصنيف الناس لموسيقاها، طالما أنها تتواصل معهم.

## النشاط
دعمت هالزي بشدة بيرني ساندرز خلال الانتخابات الرئاسية الأمريكية 2016، وحثت المعجبين على التصويت له. في يوليو 2016، شاركت مع 26 فنانًا في الأغنية الخيرية "Hands" تكريمًا لضحايا إطلاق النار في ملهى Pulse الليلي. كررت هالزي دعمها لساندرز أثناء الانتخابات التمهيدية للحزب الديمقراطي لعام 2020، حيث حثت المعجبين على التصويت له في 11 مارس 2020، مستخدمة وسائل التواصل الاجتماعي وفيديو ترويجي بالتعاون مع حملة ساندرز.
أقدمت هالزي، في عمر 17 عامًا، على محاولة الانتحار. شاركت إثر ذلك في حملة التوعية بالصحة النفسية ومنع الانتحار "أنا أستمع"، التي نظمتها شبكة الراديو Entercom وبُثت مباشرة في 10 سبتمبر 2017.
تعتبر هالزي نفسها نسوية. بعد الحراك النسائي في الولايات المتحدة (2017)، وعدت بالتبرع بدولار واحد إلى جمعية تنظيم الأسرة الأمريكية عن كل إعادة تغريد. تبرعت في النهاية بمبلغ 100،000 دولار للمنظمة. ألقت هالزي خطابًا لأكثر من 200،000 متظاهر في الحراك النسائي (2018). وخلال خمس دقائق، قدمت قصيدة بعنوان "قصة مثل قصتي"، روت فيها تجاربها مع الاعتداء الجنسي والعنف. تحدثت عن مرافقتها لصديقتها إلى تنظيم الأسرة بعد اغتصابها، وعن تجربتها الشخصية مع الاعتداء من قبل جيران وأصدقاء، وعن النساء المعتدى عليهن من قِبل طبيب الأولمبياد لاري نصار. اختتمت خطابها بالدعوة إلى تضامن جميع ضحايا الاعتداء الجنسي. وكتب AJ Willingham من سي إن إن أن "خطاب هالزي في المسيرة النسائية حرك الناس في جميع أنحاء العالم." في مارس 2018، انضمت هالزي إلى احتجاجات المشاهير في مسيرة من أجل حياتنا في واشنطن العاصمة. في مايو 2018، انتقدت إيفانكا ترامب عبر إكس (منصة تواصل)، مشيرة إلى ارتياحها بينما كان والدها، دونالد ترامب، يؤذي الأطفال المهاجرين.
في نوفمبر 2018، قدمت هالزي عرضًا في عرض أزياء فيكتوريا سيكريت مع فنانين آخرين، لكنها انتقدت في ديسمبر عدم شمول الشركة لعارضات تحول جنسي، مؤكدة عدم تسامحها مع الإقصاء. في نفس الشهر، قدمت أغنيتها "بدوني" في ذا فويس، وتعرضت للنقد بسبب رقصها مع الراقصة جايد شينوويث. اعتبر البعض هذا النقد مرتبطًا بـرهاب المثلية، وهالزي دافعت عن الأداء. في يناير 2019، دعت في مقابلة مع غلامور إلى زيادة تمثيل النساء في الموسيقى. في أبريل 2019، شاركت في الأغنية الخيرية "الأرض" لزيادة الوعي حول تغير المناخ. في مايو 2020، انضمت هالزي ويونغبلود إلى الاحتجاجات في لوس أنجلوس للمطالبة بالعدالة العرقية.
في يونيو 2020، أطلقت صندوق المبدعين السود، لدعم وتوفير الموارد والمنصة للمبدعين السود.

## الحياة الشخصية
هالزي تعلن ازدواجيتها الجنسية. واعدت امرأة قبل بدء مسيرتها الموسيقية. في مارس 2021، أعلنت استخدام ضمائر "هي" و "هم".

### العلاقات
دخلت هالزي في علاقة مع الموسيقي الإنجليزي ماثيو هيلي حتى عام 2015. التقت به في حفل لفرقته ذا 1975، وكانت من المعجبين به. أشارت إلى تأثيره عليها عند بدايتها في الكتابة الموسيقية. عاشت بين 2015 و2016 مع المنتج النرويجي ليدو، الذي ساعد في إنتاج Badlands وألهم Hopeless Fountain Kingdom. في عام 2017، ارتبطت بمغني الراب الأمريكي جي إيزي. التقيا في حفلة وتعاونا في أغنية "Him & I"، التي تناولت حبهما. انفصلا في يوليو 2018، وانتهت العلاقة نهائيًا في سبتمبر. أكدت لاحقًا أن أغنيتها "Without Me" تتطرق إلى هذه العلاقة. ارتبطت مع الموسيقي الإنجليزي يونغبلود من نوفمبر 2018 إلى سبتمبر 2019، ومع الممثل ايفان بيترز من أكتوبر 2019 إلى مارس 2020.
في يوليو 2021، أنجبت هالزي ابنها من كاتب السيناريو الأمريكي التركي أليف أيدين. افترق الزوجان وديًّا في تاريخ غير محدد. في أبريل 2023، طلبت هالزي الحصول على الحضانة الجسدية الرئيسية لابنهما البالغ سنة ونصف لأخذه معها في الجولة، إلى جانب الحضانة القانونية المشتركة والنفقات المشتركة مع أيدين. يتعاون الاثنان في تربية الابن. طلبت هالزي أن يتمتع أيدين بحقوق زيارة معقولة وإمكانية اتخاذ القرارات الصحية والتعليمية للطفل.
في عام 2023، واعدت هالزي الممثل الكندي آفان جوجيا. في سبتمبر 2024، أعلنت خطوبتها.

### الصحة
أعلنت هالزي منذ بداية مسيرتها المهنية عن مشاكلها الصحية. في عام 2015، وصفت نفسها بأنها "مجرد طفلة مدمنة معتوهة حققت النجاح".
تم تشخيص هالزي باضطراب ثنائي القطب في عمر 17 عامًا، مشيرة إلى أن والدتها تعاني منه أيضًا. حاولت الانتحار في ذلك العمر، مما أدى إلى تشخيصها ودخولها مستشفى للأمراض النفسية لمدة 17 يومًا. بعد هذه المحاولة بفترة قصيرة، بدأت هالزي تحقق نجاحًا في صناعة الموسيقى، موضحة أن الغناء والأداء ساعداها في التعامل مع الأعراض. على الرغم من التحديات التي واجهتها، أعربت عن احتضانها لكونها ثنائية القطب، معتبرةً أن ذلك يجعلها "حقًا متعاطفة". في 11 ديسمبر 2021، أخبرت هالزي معجبيها عبر إكس (منصة تواصل) أنها شُخصت بADHD في المدرسة الثانوية وأنها افترضت أنها قد تجاوزته، لكنها الآن تتلقى العلاج الدوائي في مسعى لتحسين صحتها النفسية خلال جائحة فيروس كورونا.
أعلنت هالزي إصابتها بانتباذ بطاني رحمي في عام 2016 عبر تويتر. عزت هالزي إجهاضها التلقائي الذي عانته في 2015 إلى هذا المرض، رغم أنها أشارت في البداية إلى أن جدول جولاتها المزدحم كان السبب. ظهرت على المسرح بعد ساعات من إدراكها الإجهاض لتؤدي في جولة، رغم الألم، خوفًا على مسيرتها. وثقت تجربتها مع الانتباذ البطاني الرحمي في برنامج الطبيب في أبريل 2018، وأعلنت نيتها تجميد بويضاتها.
أيضاً في عام 2018، تحدثت هالزي علناً عن معاناتها من مرض البطانة المهاجرة والألم الذي يسببه خلال حفل Blossom Ball الذي تنظمه مؤسسة البطانة المهاجرة في أمريكا. صرحت هالزي في الحدث: "أحياناً أكون منتفخة، وأنا على وريد، ومريضة، وأتناول الدواء، وأكون خلف الكواليس خائفة من أن أنزف من ملابسي أثناء العرض." أوضحت للحضور أنها ترغب في التحدث عن حالتها لأن وسائل الإعلام غالباً ما تصورها بأنها تتمتع بصحة جيدة رغم معاناتها الصحية. في يناير 2017، خضعت لعملية جراحية لمحاولة تخفيف الألم الناتج عن حالتها، لكنها لم تكشف عن نوع الجراحة. 
تعاني هالزي من حساسية الغلوتين. وفي 14 أغسطس 2019، كشفت على تويتر عن إقلاعها عن تدخين السجائر بعد عشر سنوات. وشُخصت بمتلازمة إهلرز-دانلوس، ومتلازمة سجوجرن، ومتلازمة تنشيط الخلايا الصارية، وPOTS (متلازمة تسارع معدل ضربات القلب الموضعي الانتصابي). وفي 5 يونيو 2024، أعلنت عن تشخيصها بمرض ذئبة حمامية شاملة وعوز الخلية التائية.

## ديسكوغرافيا
- بادلاندز (2015)
- مملكة النافورة اليائسة (2017)
- هوس (2020)
- إذا لم أستطع الحصول على الحب، أريد القوة (2021)
- المُقلّد العظيم (2024)

## قائمة الأفلام

### مقاطع الفيديو الموسيقية
| السنة | عنوان الأغنية                         | الدور      | ملاحظات                        |
| ----- | ------------------------------------- | ---------- | ------------------------------ |
| 2017  | "الآن أو أبداً"                        | مخرج مشارك | إشراف مشترك مع سينغ جي لي      |
| 2017  | "سيء في الحب"                         | مخرج مشارك | إشراف مشترك مع سينغ جي لي      |
| 2018  | "آسف"                                 | مخرج مشارك | إشراف مشترك مع سينغ جي لي      |
| 2018  | "وحيد" (بمشاركة بيغ شون وستيفلون دون) | مخرج مشارك | إشراف مشترك مع هانا لوكس دافيس |
| 2018  | "غرباء" (بمشاركة لورين هراقي)         | مخرج مشارك | إشراف مشترك مع جيسي هيل        |
| 2018  | "وجدتك" (بيني بلانكو)                 | نفسها      | ظهور قصير                      |

### فيلم
| السنة | العنوان                                  | الدور               | ملاحظات                                 |
| ----- | ---------------------------------------- | ------------------- | --------------------------------------- |
| 2018  | انطلاق أبطال التايتنز إلى الأفلام (فيلم) | المرأة المعجزة      | صوت                                     |
| 2018  | مولد نجم                                 | نفسها               | ظهور خاص                                |
| 2021  | If I Can't Have Love، I Want Power       | الملكة ليلا / ليليث | فيلم مدته ساعة يرافق الألبوم بنفس الاسم |
| 2021  | هواة الغناء 2                            | بورشا كريستال       | صوت                                     |
| 2023  | أمريكانا                                 | ماندي ستار          |                                         |
| 2024  | ماكسين                                   | تاببي مارتن         |                                         |

التلفزيون
| السنة     | العنوان                                | الدور                       | ملاحظات                                                             |
| --------- | -------------------------------------- | --------------------------- | ------------------------------------------------------------------- |
| 2016      | Roadies                                | نفسها                       | الحلقات: "The Load Out" و "Carpet Season"                           |
| 2017      | American Dad!                          | سيندي                       | صوت، حلقة: "A Nice Night for a Drive"                               |
| 2018–2021 | ساترداي نايت لايف                      | نفسها (مؤدية موسيقية/مضيفة) | 5 حلقات                                                             |
| 2018      | روبول دراغ ريس                         | نفسها/حكم ضيف               | حلقة: "PharmaRusical"                                               |
| 2018      | الأطباء                                | ضيف مشهور                   | حلقة: "#10126"                                                      |
| 2018      | ذا فويس                                | مؤدية ضيف/مستشارة ضيفة      | الموسم 14: مؤدية ضيف الموسم 15: مستشارة ضيفة لفريق جنيفر، مؤدية ضيف |
| 2020      | Scooby-Doo and Guess Who?              | نفسها                       | صوت، حلقة: "The New York Underground!"                              |
| 2020      | The Disney Family Singalong: Volume II | مؤدية                       | برنامج تلفزيوني خاص                                                 |

### الويب
| السنة     | العنوان           | الدور | ملاحظات             |
| --------- | ----------------- | ----- | ------------------- |
| 2020–2019 | الطريق إلى مانياك | نفسها | سلسلة ويب؛ 10 حلقات |

## الجولات والعروض الحية
الرئيسية
- جولة باد لاندز (2015–2016)
- جولة مملكة النافورة اليائسة العالمية (2017–2018)
- جولة مانيك العالمية (2020)
- جولة الحب والقوة (2022)
- لأجل خديعتي الأخيرة: الجولة (2025)

المشاركة في الصدارة
- جولة الشباب الأمريكي (2015) (مع أبناء الصعود الشباب)

الافتتاحية
- إماجن دراجونس –  قدمت جولة سموك + ميرورز (2015)
- ذا ويكند –  أطلق جولة ذا مادنس فال (2015)

العروض الترويجية/العروض الحية:
| التاريخ | الحدث                         | الأغاني المؤداة | Ref.            |
| ------- | ----------------------------- | --- | --------------- |
| 2015    | فيفو ليفت                     | أمسكني، نيو أمريكانا، باد لاندز & غوست | [ 305 ] [ 306 ] |
| 2015    | فيفو ليفت                     | أمسكني، نيو أمريكانا، باد لاندز & غوست | [ 307 ] [ 308 ] |
| 2015    | فيفو ليفت                     | أمسكني، نيو أمريكانا، باد لاندز & غوست | [ 309 ]         |
| 2015    | فيفو ليفت                     | أمسكني، نيو أمريكانا، باد لاندز & غوست | [ 310 ]         |
| 2016    | فيفو ليفت                     | رومان هوليداي & هل يوجد مكان | [ 311 ]         |
| 2016    | جوائز MTV للموسيقى            | كلوزر | [ 312 ]         |
| 2016    | حفل جائزة نوبل للسلام         | كاسل & كولورز | [ 313 ]         |
| 2016    | مهرجان أوتسايد لاندز          | جاسولين، أمسكني، كاسل، هونتينغ، الإحساس (غلاف)، عطلة رومانية، درايف، غوست، هل يوجد مكان، هيركين، كامينغ داون، نيو أمريكانا، كولورز الجزء الثاني، كولورز                                                         | [ 314 ]         |
| 2016    | مهرجان سويت لايف              | جاسولين، أمسكني، كاسل، هونتينغ، عطلة رومانية، كنترول، درايف، غوست، هل يوجد مكان، كولورز الجزء الثاني، كولورز، هيركين، نيو أمريكانا، يونغ غود                                                                    | [ 315 ]         |
| 2017    | عروض فيفو                     | الآن أو أبداً، الجنة في الإخفاء، يمكننا التحدث، لاي، غرباء، عيون مغلقة & 100 رسالة | [ 316 ]         |
| 2017    | ذا تونايت شو بطولة جيمي فالون | الآن أو أبداً | [ 317 ]         |
| 2017    | أي هارت راديو صيف 2017        | سيء في الحب | [ 318 ]         |
| 2017    | صباح الخير يا أمريكا          | هو وأنا | [ 319 ]         |
| 2017    | سهرة رأس السنة لديك كلارك     | هو وأنا | [ 320 ]         |
| 2018    | ساترداي نايت لايف             | سيء في الحب | [ 321 ]         |
| 2018    | عرض فيكتوريا سيكريت           | بلاي ويذ اوت مي | [ 322 ]         |
| 2018    | Saturday Night Live           | هو وأنا & سيء في الحب | [ 323 ]         |
| 2018    | جوائز الموسيقى الأمريكية      | إيستسايد | [ 324 ]         |
| 2019    | Saturday Night Live           | بلاي ويذ اوت مي & إيستسايد | [ 325 ]         |
| 2019    | سهرة رأس السنة لديك كلارك     | بلاي ويذ اوت مي | [ 326 ]         |
| 2019    | الصوت                         | كابوس | [ 327 ]         |
| 2019    | جوائز بيلبورد للموسيقى        | ولد مع الحب، بلاي ويذ اوت مي | [ 328 ]         |
| 2019    | حفل الصيف للرأس المال         | إيستسايد، كابوس، كلوزر، بلاي ويذ اوت مي | [ 329 ]         |
| 2020    | عرض إلين                      | المقبرة | [ 330 ]         |
| 2020    | جوائز الموسيقى الأوروبية MTV  | المقبرة | [ 331 ]         |
| 2020    | جوائز الموسيقى الأمريكية      | المقبرة | [ 332 ]         |
| 2020    | جوائز ARIA                    | المقبرة | [ 333 ]         |
| 2020    | Saturday Night Live           | يجب أن تكون حزيناً & أخيراً // جميلة غريبة | [ 334 ]         |
| 2021    | Saturday Night Live           | أنا لست امرأة، أنا إله & دارلينغ | [ 335 ]         |
| 2022    | مهرجان هانغ آوت               | كابوس، كاسل، أسهل من الكذب، يجب أن تكون حزيناً، 1121، تموت من أجلي، المقبرة، كولورز، إعصار، المنارة، كن لطيفاً (مبسطة)، عسل، 3صباحاً، سيء في الحب، وقود، كابوس (إعادة عرض)، بلاي ويذ اوت مي                        | [ 336 ]         |
| 2024    | مهرجان أي هارت راديو          | كابوس، يجب أن تكون حزيناً، كلوزر، بلاي ويذ اوت مي & ذات النفس | [ 337 ]         |
| 2024    | جوائز MTV للموسيقى            | ذات النفس | [ 338 ]         |
| 2024    | مهرجان التدفق                 | حياة العنكبوت، كابوس، كاسل، أسهل من الكذب، يجب أن تكون حزيناً، المقبرة، محظوظ، إعصار، المنارة، عسل، سيء في الحب، 3صباحاً، كلوزر (نسخة روك)، وحيدا هو موسى (مقطع)، وقود، جربني، لست امرأة لكن إله، بلاي ويذ اوت مي | [ 339 ]         |
| 2024    | فيفو لايف                     | هجوم الذعر | [ 340 ]         |

## وصلات خارجية
- الموقع الرسمي
- هالزي على موقع IMDb (الإنجليزية)
- هالزي على موقع ميتاكريتيك (الإنجليزية)
- هالزي على موقع روتن توميتوز (الإنجليزية)
- هالزي على موقع مونزينجر (الألمانية)
- هالزي على موقع قاعدة بيانات الأفلام العربية
- هالزي على موقع ألو سيني (الفرنسية)
- هالزي على موقع ميوزك برينز (الإنجليزية)
- هالزي على موقع رولينغ ستون (الإنجليزية)
- هالزي على موقع أول ميوزيك (الإنجليزية)
- هالزي على موقع ديسكوغز (الإنجليزية)
- هالزي على موقع ديسكوغز (الإنجليزية)